# Lijst van gemeenten in het departement Lot-et-Garonne
Hieronder volgt een lijst van de 319 gemeenten (communes) in het Franse departement Lot-et-Garonne (departement 47).

## A
Agen
- Agmé
- Agnac
- Aiguillon
- Allemans-du-Dropt
- Allez-et-Cazeneuve
- Allons
- Ambrus
- Andiran
- Antagnac
- Anthé
- Anzex
- Argenton
- Armillac
- Astaffort
- Aubiac
- Auradou
- Auriac-sur-Dropt

## B
Bajamont
- Baleyssagues
- Barbaste
- Bazens
- Beaugas
- Beaupuy
- Beauville
- Beauziac
- Bias
- Birac-sur-Trec
- Blanquefort-sur-Briolance
- Blaymont
- Boé
- Bon-Encontre
- Boudy-de-Beauregard
- Bouglon
- Bourgougnague
- Bourlens
- Bournel
- Bourran
- Boussès
- Brax
- Bruch
- Brugnac
- Buzet-sur-Baïse

## C
Cahuzac
- Calignac
- Calonges
- Cambes
- Cancon
- Casseneuil
- Cassignas
- Castelculier
- Casteljaloux
- Castella
- Castelmoron-sur-Lot
- Castelnaud-de-Gratecambe
- Castelnau-sur-Gupie
- Castillonnès
- Caubeyres
- Caubon-Saint-Sauveur
- Caudecoste
- Caumont-sur-Garonne
- Cauzac
- Cavarc
- Cazideroque
- Clairac
- Clermont-Dessous
- Clermont-Soubiran
- Cocumont
- Colayrac-Saint-Cirq
- Condezaygues
- Coulx
- Courbiac
- Cours
- Couthures-sur-Garonne
- La Croix-Blanche
- Cuq
- Cuzorn

## D
Damazan
- Dausse
- Dévillac
- Dolmayrac
- Dondas
- Doudrac
- Douzains
- Durance
- Duras

## E
Engayrac
- Escassefort
- Esclottes
- Espiens
- Estillac

## F
Fals
- Fargues-sur-Ourbise
- Fauguerolles
- Fauillet
- Ferrensac
- Feugarolles
- Fieux
- Fongrave
- Foulayronnes
- Fourques-sur-Garonne
- Francescas
- Fréchou
- Frégimont
- Frespech
- Fumel

## G
Galapian
- Gaujac
- Gavaudun
- Gontaud-de-Nogaret
- Granges-sur-Lot
- Grateloup-Saint-Gayrand
- Grayssas
- Grézet-Cavagnan
- Guérin

## H
Hautefage-la-Tour
- Hautesvignes
- Houeillès

## J
Jusix

## L
Labastide-Castel-Amouroux
- Labretonie
- Lacapelle-Biron
- Lacaussade
- Lacépède
- Lachapelle
- Lafitte-sur-Lot
- Lafox
- Lagarrigue
- Lagruère
- Lagupie
- Lalandusse
- Lamontjoie
- Lannes
- Laparade
- Laperche
- Laplume
- Laroque-Timbaut
- Lasserre
- Laugnac
- Laussou
- Lauzun
- Lavardac
- Lavergne
- Layrac
- Lédat
- Lévignac-de-Guyenne
- Leyritz-Moncassin
- Longueville
- Loubès-Bernac
- Lougratte
- Lusignan-Petit

## M
Madaillan
- Marcellus
- Marmande
- Marmont-Pachas
- Le Mas-d'Agenais
- Masquières
- Massels
- Massoulès
- Mauvezin-sur-Gupie
- Mazières-Naresse
- Meilhan-sur-Garonne
- Mézin
- Miramont-de-Guyenne
- Moirax
- Monbahus
- Monbalen
- Moncaut
- Monclar
- Moncrabeau
- Monflanquin
- Mongaillard
- Monheurt
- Monségur
- Monsempron-Libos
- Montagnac-sur-Auvignon
- Montagnac-sur-Lède
- Montastruc
- Montauriol
- Montaut
- Montayral
- Montesquieu
- Monteton
- Montignac-de-Lauzun
- Montignac-Toupinerie
- Montpezat
- Montpouillan
- Monviel
- Moulinet
- Moustier

## N
Nérac
- Nicole
- Nomdieu

## P
Pailloles
- Pardaillan
- Parranquet
- Le Passage
- Paulhiac
- Penne-d'Agenais
- Peyrière
- Pindères
- Pinel-Hauterive
- Pompiey
- Pompogne
- Pont-du-Casse
- Port-Sainte-Marie
- Poudenas
- Poussignac
- Prayssas
- Puch-d'Agenais
- Pujols
- Puymiclan
- Puymirol
- Puysserampion

## R
Rayet
- Razimet
- Réaup-Lisse
- La Réunion
- Rives
- Romestaing
- Roquefort
- Roumagne
- Ruffiac

## S
Saint-Antoine-de-Ficalba
- Saint-Astier
- Saint-Aubin
- Saint-Avit
- Saint-Barthélemy-d'Agenais
- Sainte-Bazeille
- Saint-Caprais-de-Lerm
- Saint-Colomb-de-Lauzun
- Sainte-Colombe-de-Duras
- Sainte-Colombe-de-Villeneuve
- Sainte-Colombe-en-Bruilhois
- Saint-Étienne-de-Fougères
- Saint-Étienne-de-Villeréal
- Saint-Eutrope-de-Born
- Saint-Front-sur-Lémance
- Sainte-Gemme-Martaillac
- Saint-Georges
- Saint-Géraud
- Saint-Hilaire-de-Lusignan
- Saint-Jean-de-Duras
- Saint-Jean-de-Thurac
- Saint-Laurent
- Saint-Léger
- Saint-Léon
- Sainte-Livrade-sur-Lot
- Sainte-Marthe
- Saint-Martin-Curton
- Saint-Martin-de-Beauville
- Saint-Martin-de-Villeréal
- Saint-Martin-Petit
- Sainte-Maure-de-Peyriac
- Saint-Maurice-de-Lestapel
- Saint-Maurin
- Saint-Nicolas-de-la-Balerme
- Saint-Pardoux-du-Breuil
- Saint-Pardoux-Isaac
- Saint-Pastour
- Saint-Pé-Saint-Simon
- Saint-Pierre-de-Buzet
- Saint-Pierre-de-Clairac
- Saint-Pierre-sur-Dropt
- Saint-Quentin-du-Dropt
- Saint-Robert
- Saint-Romain-le-Noble
- Saint-Salvy
- Saint-Sardos
- Saint-Sauveur-de-Meilhan
- Saint-Sernin
- Saint-Sixte
- Saint-Sylvestre-sur-Lot
- Saint-Urcisse
- Saint-Vincent-de-Lamontjoie
- Saint-Vite
- Salles
- Samazan
- Sauméjan
- Saumont
- Sauvagnas
- La Sauvetat-de-Savères
- La Sauvetat-du-Dropt
- La Sauvetat-sur-Lède
- Sauveterre-la-Lémance
- Sauveterre-Saint-Denis
- Savignac-de-Duras
- Savignac-sur-Leyze
- Ségalas
- Sembas
- Sénestis
- Sérignac-Péboudou
- Sérignac-sur-Garonne
- Seyches
- Sos
- Soumensac

## T
Taillebourg
- Tayrac
- Le Temple-sur-Lot
- Thézac
- Thouars-sur-Garonne
- Tombebœuf
- Tonneins
- Tourliac
- Tournon-d'Agenais
- Tourtrès
- Trémons
- Trentels

## V
Varès
- Verteuil-d'Agenais
- Vianne
- Villebramar
- Villefranche-du-Queyran
- Villeneuve-de-Duras
- Villeneuve-sur-Lot
- Villeréal
- Villeton
- Virazeil

## X
Xaintrailles